# Peter Schwarzenbauer

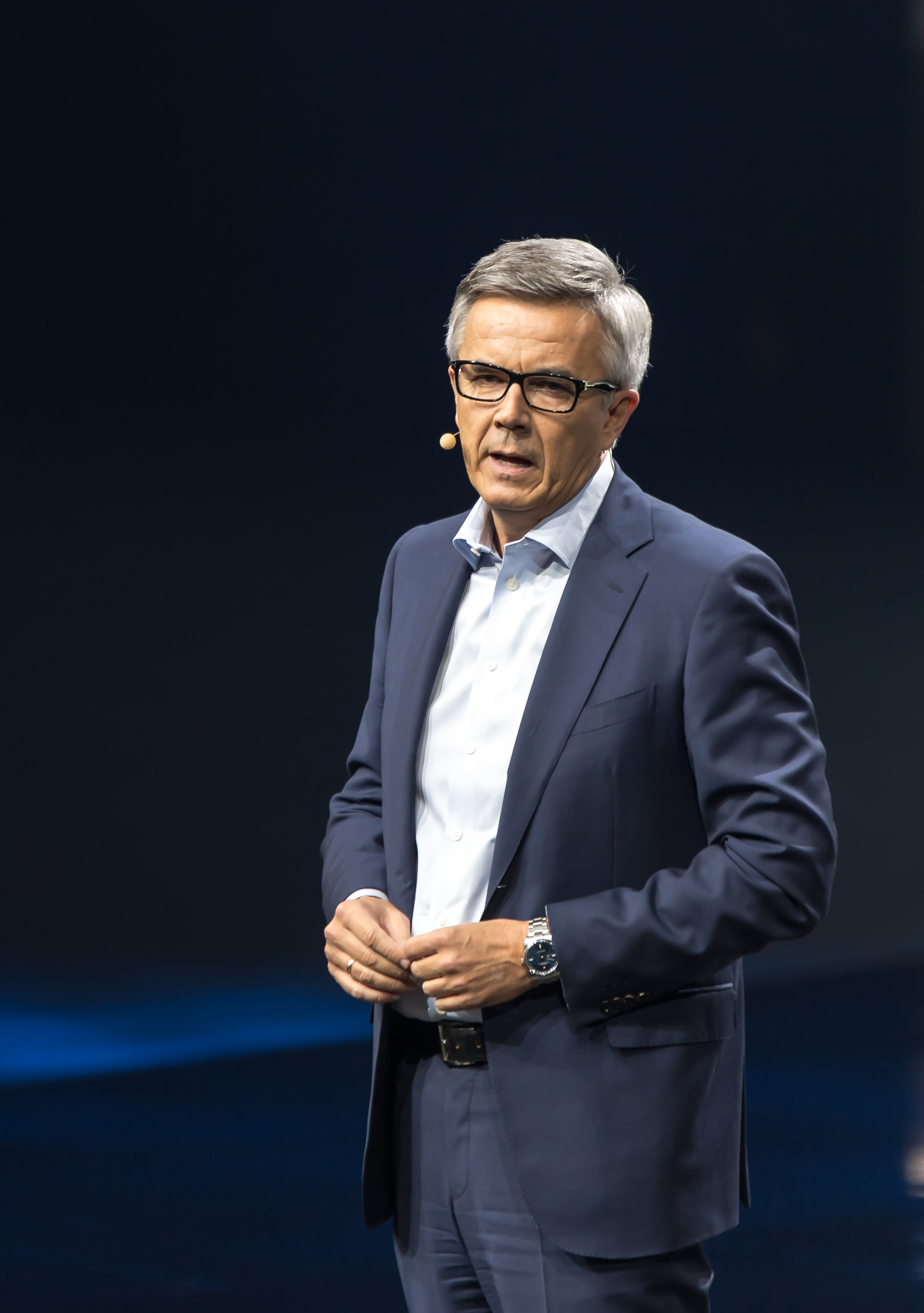
Peter Schwarzenbauer auf der IAA 2017

Peter Schwarzenbauer (* 19. Oktober 1959 in Weißenburg in Bayern) ist ein deutscher Manager und war Mitglied des Vorstands der BMW AG. Dort war er bis Oktober 2019 für die Bereiche MINI, BMW Motorrad, Rolls-Royce und Aftersales BMW Group zuständig.

## Werdegang
Schwarzenbauer verbrachte seine Schulzeit in München und Brasilien, die er in Nova Friburgo mit dem Abitur abschloss. Von 1980 bis 1984 studierte er an der Hochschule für angewandte Wissenschaften München Betriebswirtschaftslehre mit Schwerpunkt Marketing und schloss das Studium erfolgreich mit dem akademischen Grad Diplom-Betriebswirt (FH) ab. Nach dem Studium fing er im Zentralen Marketing der BMW AG als Betreuer der Überseemärkte an. 1988 wurde er im Bereich Marketing und Vertrieb zum Leiter Produktveranstaltungen ernannt. Von 1990 bis 1992 arbeitete er als Business Development Manager im Geschäftsbereich Motorrad der BMW of North America. Zwei Jahre später übernahm er die Verkaufsleitung für Europa bei BMW Motorrad in München.
1994 vollzog Schwarzenbauer den Wechsel zur Porsche AG und wurde dort Vertriebsleiter für Deutschland. Von 1997 bis 2003 war er Geschäftsführer bei der Porsche Iberica S. A. In den Jahren 2003 bis 2008 war er der Präsident und CEO der Porsche Cars North America Inc.
Am 1. April 2008 wurde Schwarzenbauer zum Mitglied des Vorstands der Audi AG für Marketing und Vertrieb berufen. Im April 2013 kehrte er schließlich als BMW-Vorstand zum Ausgangspunkt seiner beruflichen Karriere zurück und zeichnete für die Marken Mini, BMW-Motorrad, Rolls-Royce sowie den Bereich Aftersales BMW Group verantwortlich. Im Oktober 2019 schied er aus dem Vorstand der BMW AG aus.
Seit 2017 ist Schwarzenbauer Mitglied im Aufsichtsrat der Scout24 AG.